# Quinn Sullivan
Quinn Sullivan (født 26. marts 1999) er et amerikansk vidunderbarn, bluesmusiker og guitarist.
Han er kendt for hans tidlige succes. Blandt andet som deltager på The Ellen DeGeneres Showi en alder af seks år. Her deltog han med artisterne Buddy Guyog B.B. King, og udgav også sit første album i en alder af tolv år.

## Karriere
Sullivan begyndte at spille guitar, da han var tre år gammel. Senere har han også studeret med Brian Cass fra The Overclock Orchestra, Toe Jam Puppet Bandog Stan Belmarce. Den første original sang han lavede hed "Sing, Dance, Clap Your Hands", og han skrev den med Chris Waters. Han har siden opnået større popularitet efter, at Buddy Guyhar ladt ham spille ved en koncert i Zeiterion Theater i New Bedford, Massachusetts i 2007.

Sullivan har siden optrådt flere gange med Guy og også B.B. King.. De har blandt andet spillet i The Beacon Theatre i New York City, The Orpheum Theatre i Boston, og Buddy Guy's Legends i Chicago. I 2008 deltog han også på The Oprah Winfrey Show, og på NBC'sThe Today Show i juli 2009. Sullivan åbnede i sommeren 2009 for Buddy Guy's East Coast turné. Samme sommer spillede han også på musikfestivalen Lollapalooza, og senere i oktober på Austin City Limits Festival. I 2011 deltog han også i Jimmy Kimmel Live! showet.